# غلاسكو الوسطى (دائرة انتخابية في المملكة المتحدة)
غلاسكو الوسطى  (بالإنجليزية: Glasgow Central)‏ هي إحدى الدوائر الانتخابية في المملكة المتحدة الممثلة في مجلس العموم في برلمان المملكة المتحدة.
عضو البرلمان الذي يمثلها حالياً هو :Mr Mohammad Sarwar (Lab).